# Referendum na Łotwie w 2011 roku
Referendum na Łotwie w 2011 (łot. 2011. gada referendums par Saeimas atlaišanu; Referendum z 2011 r. o rozwiązaniu Sejmu) – referendum dotyczące wyrażenia przez naród zgody na rozwiązanie (de facto: skrócenie kadencji) wybranego w 2010 r. Sejmu. Odbyło się 23 lipca 2011 r. 94,3% głosujących opowiedziało się za skróceniem kadencji. 

## Historia

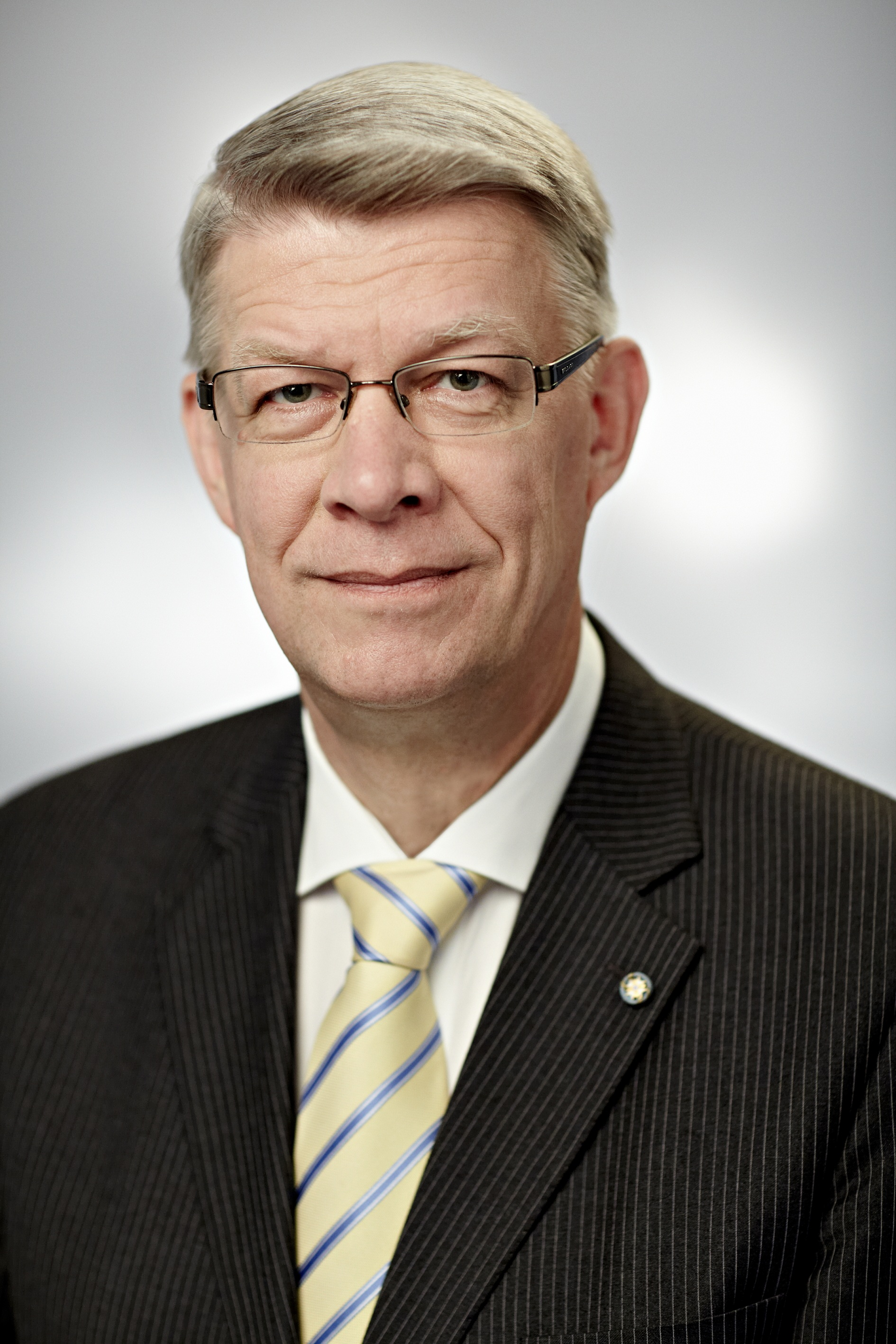
Referendum o skróceniu kadencji Sejmu zarządził 28 maja 2011 prezydent Valdis Zatlers. Była to jedna z jego ostatnich decyzji politycznych przed upływem kadencji prezydenckiej.

2 października 2010 r. odbyły się na Łotwie wybory do Sejmu X kadencji, które wygrała centroprawicowa koalicja "Jedność". W wyniku negocjacji koalicyjnych doszło do zawiązania rządowego sojuszu ze Związkiem Zielonych i Rolników (ZZS), który umożliwił przedłużenie mandatu premiera Valdisa Dombrovskisa na kolejną kadencję. W ciągu kilku miesięcy trwania koalicji, która dysponuje w Sejmie większością 55 głosów, wielokrotnie dochodziło do wspólnego głosowania ZZS wraz z opozycyjnymi stronnictwami: koalicją partii oligarchów "O lepszą Łotwę" (PLL) i rosyjskim Centrum Zgody (SC). 26 maja 2011 Sejm głosami ZZS, SC i PLL nie wyraził zgody na przeszukanie przez Biuro Zapobiegania i Zwalczania Korupcji (KNAB) mieszkania biznesmena, a zarazem lidera PLL, Ainārsa Šlesersa. Dwa dni później, reagując na głosowanie, prezydent Zatlers w orędziu do narodu powiadomił o skorzystaniu z uprawnienia  przewidzianego art. 48 konstytucji i poddaniu pod głosowanie ludowe kwestii rozwiązania Sejmu. 30 maja Centralna Komisja Wyborcza wyznaczyła termin referendum na dzień 23 lipca. 
Wyborcy biorący udział w głosowaniu, mieli odpowiedzieć na pytanie: Vai Jūs esat par 10.Saeimas atlaišanu?/Czy jest Pan/Pani za rozwiązaniem Sejmu 10 kadencji?. Można było udzielić odpowiedzi: "Par" ("Za") lub "Pret" ("Przeciwko"). Wyborcy opowiedzieli się za zakończeniem pracy parlamentu – w ten sposób głosowało 650,5 tys. uprawnionych, co dało wynik 94,3%. Przeciwko skróceniu kadencji Sejmu było 37,8 tys. wyborców (5,5%), zaś 1,5 tys. obywateli oddało głos nieważny (0,2%). Frekwencja wyniosła 44,7%. 
Na podstawie wyniku głosowania Centralna Komisja Wyborcza wyznaczyła termin nowych wyborów na 17 września.